# Chicureo
Chicureo est une ville chilienne de la province de Chacabuco dans la région métropolitaine de Santiago.